# جان مک‌لافلین (موسیقی‌دان)
جان مک‌لاکلین (انگلیسی: John McLaughlin؛ زادهٔ ۴ ژانویهٔ ۱۹۴۲) موسیقی‌دان و گیتارنواز برجستهٔ جاز و از چهره‌های پیشروی جاز فیوژن اهل بریتانیا است. سبک او انواع گونه‌های جاز را با موسیقی راک، کلاسیک، موسیقی سنتی هند، فلامنکو و بلوز تلفیق می‌کند. مک‌لاگلین رهبری گروه جاز راک ماهاویشنو ارکسترا را نیز بر عهده داشته‌است.
از فیلم‌هایی که در آن نقش داشته می‌توان به نزدیک نیمه‌شب اشاره کرد.
مجلهٔ رولینگ استون در سال ۲۰۰۳ او را در رتبهٔ ۴۹ از فهرست «برترین گیتارنوازان همهٔ اعصار» جای داد. گیتارنوازانی همچون جف بک و پت متنی او را بزرگ‌ترین گیتارنواز زندهٔ جهان دانسته‌اند.